# ミッション (映画)
『ミッション』（The Mission）は、1986年のイギリス・フランス・アメリカの歴史ドラマ映画。18世紀、スペイン植民地下の南米・パラナ川上流域（現在のパラグアイ付近）を舞台に、先住民グアラニー族へのキリスト教布教に従事するイエズス会宣教師たちの生き方、彼らの理想と植民地社会の現実や政治権力者の思惑との葛藤を描く。
1986年度カンヌ国際映画祭パルム・ドール、アカデミー撮影賞、ゴールデングローブ賞 脚本賞、ゴールデングローブ賞 作曲賞、英国アカデミー賞 作曲賞受賞。

## ストーリー
1740年代、スペイン統治下のパラナ川上流域では、キリスト教の布教が、険しい地形とジャングル、そして剽悍で誇り高い先住民グアラニー族の抵抗に阻まれ、多くの宣教師が命を落としていた。こうした中、宣教師として現地に送り込まれたガブリエル神父は、「音楽」を共通の言葉としてグアラニーの民の心をつかんでいく。
一方、同じスペイン人植民者でありながらガブリエルとは犬猿の仲であった、軍人で奴隷商人のメンドーサは、許婚の女性をめぐるいさかいから自分の弟を誤って殺してしまい、一時は生ける屍のようになるが、ガブリエルのすすめで改悛、イエズス会に入会し、以後ガブリエルの指揮する布教活動の有能なスタッフの一人となった。
グアラニー族への布教は急速に成果を上げていくが、農場での収益を平等に分配し、逃亡した先住民奴隷を惹きつける布教区は、植民地社会の有力者にとって次第に疎ましい存在となっていった。そのような折、スペイン・ポルトガル両国によって南米領土の国境線引きが行われ、イエズス会布教地区はポルトガル領に編入、先住民には布教村からの移動、宣教師たちには退去が命じられた（当時のこの地域において、ポルトガル領では奴隷が合法で、奴隷狩りも行われていた。しかしスペイン領ではポルトガル領から奴隷を買うことはできたものの、奴隷収集は非合法であった）。だが宣教師たちはこれに背いて先住民と行動を共にすることを選択。植民地当局の軍隊が迫る中、ガブリエルが村人たちとともにミサを守る一方、メンドーサは宣教師のおきてにあえて背き、一度捨てた剣を再び取り、グアラニーの男たちとともに戦うことを決意する。

## キャスト
※括弧内は日本語吹替(HDニューマスター版ブルーレイに収録)
- ガブリエル神父 - ジェレミー・アイアンズ（小川真司）
- ロドリゴ・メンドーサ - ロバート・デ・ニーロ（内海賢二）
- アルタミラーノ枢機卿 - レイ・マカナリー（田中明夫）
- フィールディング宣教師 - リーアム・ニーソン（幹本雄之）
- フィリッポ・メンドーサ - エイダン・クイン（大塚芳忠）
- カルロッタ - シェリー・ルンギ（滝沢久美子）

※初回放送 1989年12月29日 TBS『89年忘れシネマシアター』※本編ノーカット

## スタッフ
- 監督 ローランド・ジョフィ
- 製作 デヴィッド・パットナム
- 音楽 エンニオ・モリコーネ

## 実話との相違点
本作品は、16世紀末から18世紀にかけて、南米各地に建設されたイエズス会伝道所の活動の歴史にヒントを得ている。ストーリー展開は18世紀後半のイエズス会追放にいたる史実の流れに沿っており、また時代考証なども綿密におこなわれているものの、登場人物は架空の人物であり、また映画の演出上、長い歴史上の過程を登場人物の行動に集約している箇所がある。
1. 本作品の舞台である地域にイエズス会が最初の布教拠点を築いたのは1609年であり、その後、一方では先住民の抵抗にあいつつ、他方（先住民が教会の保護下に置かれることを嫌う）スペイン人植民者や奴隷商人との軋轢を抱えながら、18世紀までに一大勢力を築くに至った。映画ではガブリエル神父の活動に集約されている先住民グァラニー族への布教は、実際には（映画の舞台となった年代の時点で）150年余りにわたる活動の成果であった。
2. 作品の後半の展開のモデルになっているのは、1753年に始まる「グァラニー戦争」である。1750年の「マドリード条約」によって南米大西洋岸の、スペイン・ポルトガル両国の帰属があいまいで係争の種であった地域（現在のブラジル南部からウルグアイ付近）における国境の画定がはかられた。伝道所が立地していた地域はポルトガル領に帰属することになり、住民は移動を命じられたが、イエズス会士と先住民は協力して抵抗した。映画では数日間の戦闘シーンに凝縮されているが、実際には、スペイン・ポルトガル連合軍による鎮圧に1756年まで要した。
3. 伝道所が最終的に解散・放棄されたのは1759年（ブラジルから）・1767年（スペイン領から）のイエズス会追放令によってであり、一部世俗権力下の市町村に再編された村落もあった。

## 世界遺産・イエズス会伝道所跡
この映画のモデルとなった、南米各地に建設されたイエズス会伝道所跡のいくつかはユネスコ世界遺産に登録されている。
- グアラニーのイエズス会伝道所群（アルゼンチン・ブラジル）1983年登録
- チキトスのイエズス会伝道所群（ボリビア）1990年登録
- ラ・サンティシマ・トリニダー・デ・パラナとヘスース・デ・タバランゲのイエズス会伝道所群（パラグアイ）1993年登録
- コルドバのイエズス会伝道所とエスタンシア群（アルゼンチン）2000年登録

## 音楽
エンニオ・モリコーネが手がけたサウンドトラックは、スペインのギター、グアラニーのドラムなど様々な要素を取り入れ、異なる文化が絡み合うように曲が進んでゆく。モリコーネはこのサウンドトラックで1986年度ゴールデングローブ賞 作曲賞を受賞し、メインテーマの『フォールズ』をはじめとする楽曲はコマーシャル、式典、など様々な機会に使用されている。この映画の中で演奏された印象的な曲・『ガブリエルのオーボエ』は、後に歌詞が付けられ『ネッラ・ファンタジア』の題名でサラ・ブライトマンらによって歌われている。